# Lemon Grove (Florida)
Lemon Grove es un lugar designado por el censo ubicado en el condado de Hardee en el estado estadounidense de Florida. En el Censo de 2010 tenía una población de 657 habitantes y una densidad poblacional de 8,5 personas por km².

## Geografía
Lemon Grove se encuentra ubicado en las coordenadas 27°35′38″N 81°39′2″O / 27.59389, -81.65056. Según la Oficina del Censo de los Estados Unidos, Lemon Grove tiene una superficie total de 77.3 km², de la cual 77.27 km² corresponden a tierra firme y (0.03%) 0.02 km² es agua.

## Demografía
Según el censo de 2010, había 657 personas residiendo en Lemon Grove. La densidad de población era de 8,5 hab./km². De los 657 habitantes, Lemon Grove estaba compuesto por el 92.54% blancos, el 1.37% eran afroamericanos, el 0.3% eran amerindios, el 2.44% eran asiáticos, el 0% eran isleños del Pacífico, el 2.44% eran de otras razas y el 0.91% pertenecían a dos o más razas. Del total de la población el 12.63% eran hispanos o latinos de cualquier raza.